# Wolfgang Storm
Wolfgang Storm (* 28. Januar 1939 in Friedland; † 6. Februar 2004 in Weimar) war ein deutscher Ingenieur.

## Leben
Storm legte 1957 in Jena das Abitur ab. 1963 bekam er einen Hochschulabschluss als Diplom-Ingenieur. 1963 bis 1979 war Storm Wissenschaftlicher Assistent an der HAB Weimar, 1968 erfolgte seine Promotion zum Dr. Ing.
Von 1979 bis 1981 war er Mitarbeiter Forschung und Entwicklung, bei Hennebergporzellan Ilmenau. 1981 bis 1989 war Storm 'Wissenschaftlicher Mitarbeiter an der HAB Weimar und von 1989 bis 1992 Dozent für das Lehrgebiet „Territoriale Energetik“ an der Fakultät Stadt- und Regionalplanung der HAB Weimar. In dieser Zeit arbeitet er an seiner Habilitation.
1990 bis 1992 wurde Storm Prodekan der Fakultät Raumplanung. 1991 erhielt er eine Berufung als Professor für Thermodynamik an die neu gegründete Fachhochschule Erfurt, Fachbereich Versorgungstechnik. 1992 bis 1997 war er Vorsitzender des Konzils der Fachhochschule Erfurt. Von 1997 bis zum 1. Juli 2001 war Wolfgang Storm Rektor der Fachhochschule Erfurt. In seine Amtszeit erfolgte die Gründung und der Aufbau des neuen Studiengangs Angewandte Informatik, die Einführung des Erfurter Modells in der Versorgungstechnik, die Schaffung von Medienprofessuren und die Berufung des ersten Existenzgründungsprofessors. Seit 2001 engagierte er sich als Präsident der Ingenieurkammer Thüringen. Am 28. Januar 2004 wurde Storm mit einem wissenschaftlichen Kolloquium aus Anlass seines 65. Geburtstages feierlich in den Ruhestand verabschiedet. Kurz darauf verstarb Wolfgang Storm an einem Herzinfarkt und wurde auf dem Friedhof in Oberweimar beigesetzt.
Die Fachhochschule Erfurt ehrte ihn posthum für seine Verdienste, indem sie ein Gebäude mit seinem Namen benannte. Die Wolfgang-Storm-Laborhalle wurde 2005 errichtet und gibt verschiedenen Fachbereichen die Möglichkeit, praktische Projekte im Rahmen der Ausbildung zu bearbeiten.